# Sassy Csaba
Sassy Csaba (Miskolc, 1884. január 26. – Pécs, 1960. június 23.) miskolci költő, újságíró.

## Élete, munkássága
Apja Sassy Árpád (1844–1915) újságíró, polgármester-helyettes, testvére Sassy Attila „Aiglon” (1880–1967) festőművész.
A helyi református gimnáziumban tanult, és már érettségi előtt a miskolci Ellenzék című lap munkatársa lett. 1905-től a Budapest, 1907-től az Arad és vidéke, majd 1907-től 1919-ig ismét az Ellenzék (illetve utódja, a Reggeli Hírlap) szerkesztője, főszerkesztője volt. 1918–24 között a 28-as újság, 1920-ban a Vasárnap, 1925–26-ban a Miskolci Hétfői Futár, 1927–29-ben a Miskolci Szemle felelős szerkesztőjeként dolgozott.
1915 áprilisában besoroztatta magát a miskolci 10. honvéd gyalogezredbe, és Galíciába vonult be. Erről így ír a Hét ország frontján című könyvének 11. oldalán, az 1915. áprilisi naplóbejegyzésében:: „Januárban aztán a szomszédos Polnán volt az ezredtörzs, de most már – harmadik hónapja – Szalowán állottunk”. Ezt követően részt vett az 1915. május 2-iki gorlicei áttörésben, majd egészen Brestig üldözte a 10. honvéd gyalogezreddel az orosz csapatokat. 
A frontról folyamatosan tudósította lapját az eseményekről, majd amikor 1917 júliusában létrejött a 10-es honvéd című tábori újság, annak is fő szerkesztője, lelke volt. Attól kezdve munkásságának középpontjába került a 10-es honvédokkal való foglalkozás, illetve a háború után emlékük őrzése. A fronton sorra írta verseit, amelyeket képeslapon is sokszorosítottak, és a bevétel az ezred hadiözvegy és árvaalapját gazdagította, valamint ebben az időszakban két „háborús” verseskötete is megjelent. A háború után, az évente megrendezett miskolci ezrednapokra is az ő szerkesztésében jelent meg a 10-es honvéd. A fronton írt kétkötetes naplója (Hét ország frontján) fontos dokumentum, Miskolcon jelent meg 1930-ban és 1931-ben. Az 1939-es ezrednapra jelent meg szerkesztésében A volt m. kir. miskolci 10. honvéd gyalogezred világháborús emlékalbuma című összeállítás, amely az ezred első világháborús csatáit és más eseményeit foglalta össze.
1924-től a Lévay József Közművelődési Egyesület főtitkára, 1926-tól a Zeneszerző Szövetség helyi megbízottja volt. Az ő közreműködése nyomán jutott el Miskolcra a Nyugat folyóirat írógárdája.
1944-ben a nyilasok letartóztatták, és néhány hétig börtönben tartották, 1952-ben pedig a Hortobágyra telepítették ki (pedig röviddel azelőtt súlyos agyvérzést kapott). 1953-tól egy pécsi szeretetotthonban élt, ott hunyt el 1960-ban. Pécsett temették el.
Első versei 1904-ben jelentek meg (Futó csillagok), 1909-ben egy Kaffka Margittal, Miskolczy Simon Jánossal és Reichard Piroskával közös antológiában (Heten vagyunk) szerepelt. A két háború között megjelent írásaiból számos fontos, érdekes adatot lehet megismerni Miskolc életéből. Ő írta Kacsóh Pongrác számára a Rákóczi című dalmű szövegét. Több máig ismert magyar nóta is a munkássága részét képezi, ezeket főleg az ezredbeli jó barát, Thurzó Nagy László zenésítette meg.
2022-ben a Tizeshonvéd utcán, a Herman Ottó Gimnázium tornacsarnok melletti kis teret, ahol Vass Viktor 10-es honvéd szobra áll, Sassy Csabáról nevezték el.

## Főbb művei
- Futó csillagok. Miskolc, 1904
- Előre. Miskolc, 1906
- Költemények. Miskolc, 1906
- Heten vagyunk (többekkel). Miskolc, 1909
- A cigánysorról. Miskolc, 1910
- Tűzhely mellől. Miskolc, 1910
- Dalok a táborból. Miskolc, 1915
- Frontról-frontra. Miskolc, 1917
- A csíki határszélről. Miskolc, 1919
- Tíz esztendős kuruc bánat. Miskolc, 1924
- 10-es honvédek adomás könyve. Miskolc, 1927
- Miskolc (többekkel). Miskolc, 1929
- Hét ország frontján I–II. Miskolc, 1930, 1931
- Miskolci kirakat. Miskolc, 1937
- A volt m. kir. miskolci 10. honvéd gyalogezred világháborús emlékalbuma. (író, szerkesztő) Miskolc, 1939
- Erdély. Miskolc, 1940
- 28-as könyv 1–3.. Miskolc, 1928–1940